# 胜利党 (土耳其)
胜利党 (土耳其语: Zafer Partisi, 简称ZP) 是土耳其的一个右翼政黨，該黨主張反移民、民族主義以及凱末爾主義。它於2021年8月26日成立，總部位於安卡拉。它有一個大國民議會議席。   